# Diospyros ottohuberi
Diospyros ottohuberi är en tvåhjärtbladig växtart som beskrevs av B. Walln. Diospyros ottohuberi ingår i släktet Diospyros och familjen Ebenaceae. Inga underarter finns listade i Catalogue of Life.